# سهره پیشانی‌سرخ
سِهره پیشانی‌سرخ (نام علمی: Serinus pusillus) نام یک گونه از سرده سهره دمگاه‌زرد است. ۱۲ سانتی‌متر طول دارد. کوچک و خپل است و با رگه‌های سیاه، سر و سینه دودی مایل به قهوه‌ای و در پیشانی لکه‌های نارنجی درخشانی دیده می‌شود. در پرواز، بدن تیره، اما زیر تنه و زیر بال‌ها کم‌رنگ به نظر می‌آید. پرنده جوان دارای صورت تمیز نارنجی و روتنه و زیرتنه رگه رگه سیاه و سفید است. پرنده نر به سادگی از روی پر و بال سیاه و زرد و لکه قرمز روی پیشانی شناسایی می‌شود. پرنده ماده با پر و بال کم‌رنگ‌تر و همچنین لکه قرمز روشن‌تر در طبیعت دیده می‌شود. در خارج از زمان زادآوری، به صورت گروه‌های کوچک در روی زمین یا لابه‌لای علف هرز‌های دانه‌دار دیده می‌شود و پر جنب‌وجوش است. صدای این پرنده شبیه سهره معمولی، اما بسیار قوی‌تر و مانند سهره طلایی است. پرنده‌ای پرجنب‌وجوش بوده و به صورت ساکن دایمی یا زمستان‌گذران در نواحی شمالی، شمال غرب و جنگل‌های زاگرس عمدتاً در بلندی‌های ۲۰۰۰ تا ۴۰۰۰ متری زیست می‌کند. این پرنده تابستان‌ها در مناطق کوهستانی با علفزارهای باز و درختان کاج، بید و سرو کوهی، دره‌های سنگی و زمستان‌ها در زمین‌های کشاورزی و درخت‌زارها به سر برده و لابه‌لای درختان آشیانه می‌سازد.
خاستگاه این پرنده قلمرو دیرین‌شمالگانی (اقلیم زیستی که شامل اروپا، آفریقای شمالی، چین و خاورمیانه) بوده و در تمامی این مناطق گسترده است.